# Jozef Ondovčák
Jozef Ondovčák (* 31. leden 1964, Hrabovec) je slovenský duchovní, farář, kanovník Košické kapituly, člen Kolegia konzultorů, redaktor časopisu Duchovní pastýř za Košickou arcidiecézi, bývalý rektor a prorektor Kněžského semináře sv. Karla Boromejského v Košicích na Slovensku.
V letech 2008 až 2024 byl farářem v Římskokatolické farnosti v Hanisce u Košic. Jeho největším a nejúspěšnějším projektem ve farnosti byla Socha Krista Spasitele a Křížová cesta v Hanisce, kterou dal zhotovit v roce 2023. Od 1. července 2024 je farářem na Sídlišti Ťahanovce v Košicích.
 

Několikrát reprezentoval Slovensko na Mistrovství Evropy kněží ve futsalu a každoročně se účastní Hokejového turnaje kněží a řeholníků na Slovensku. Do roku 2024 byl hráčem hokejového klubu HC Haniska Flyers v soutěži Hokejové ligy Čaňa a fotbalovým hráčem Old Boys Haniska.

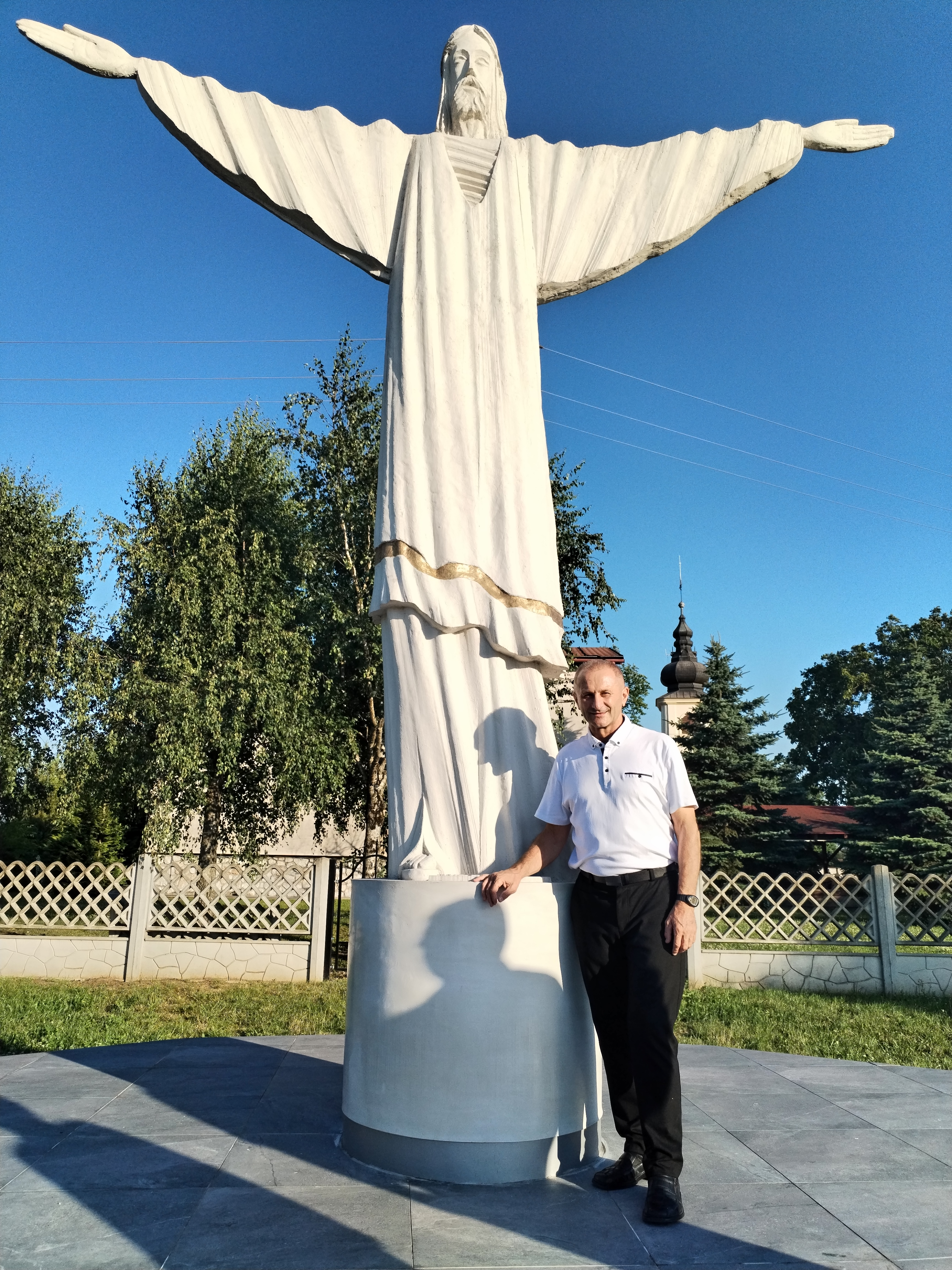
J. Ondovčák u sochy Krista Spasitele v Hanisce
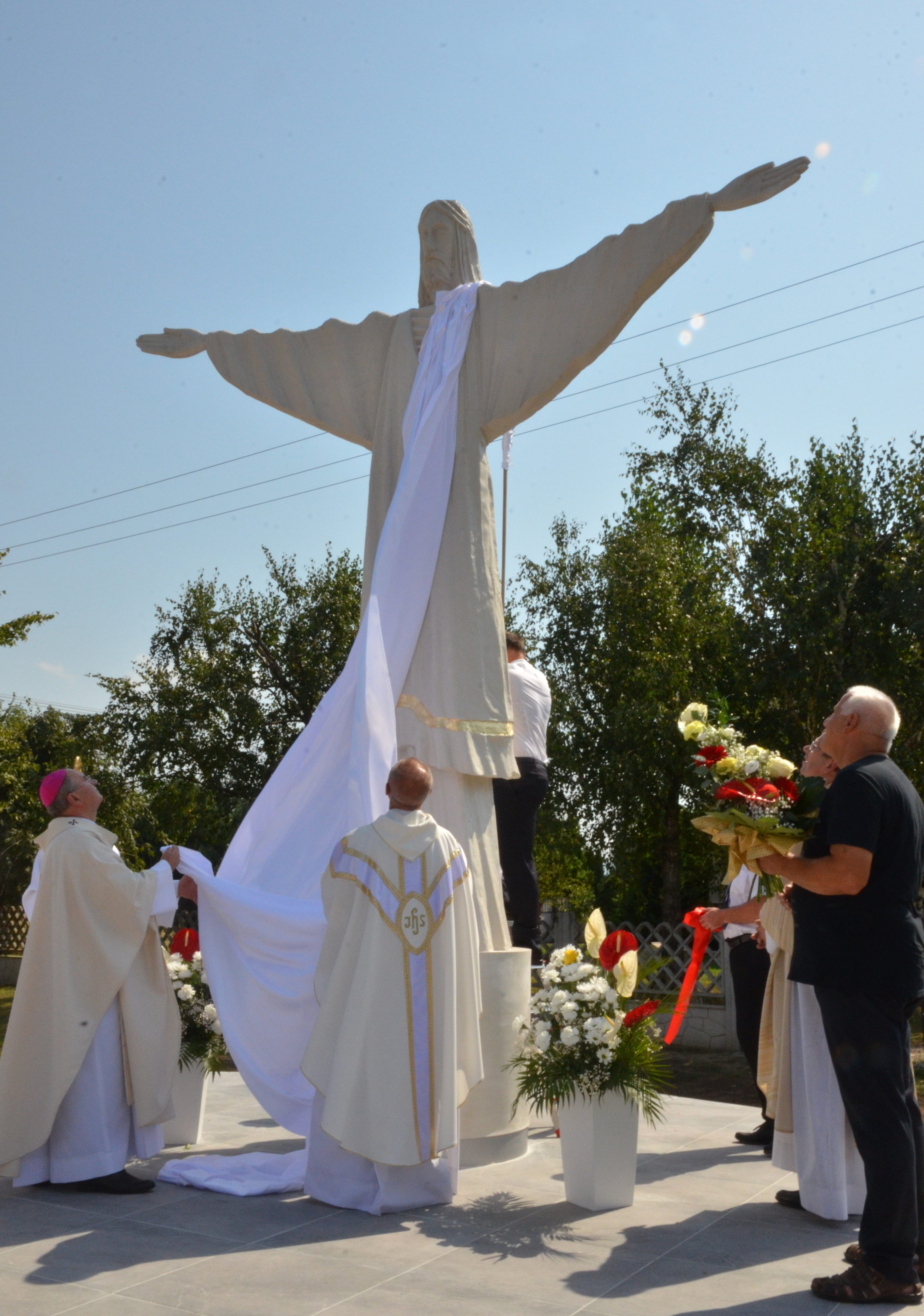
Odhalení sochy Krista Spasitele v Hanisce. Zleva košický arcibiskup B. Bober, J. Ondovčák, sochař J. Leško.
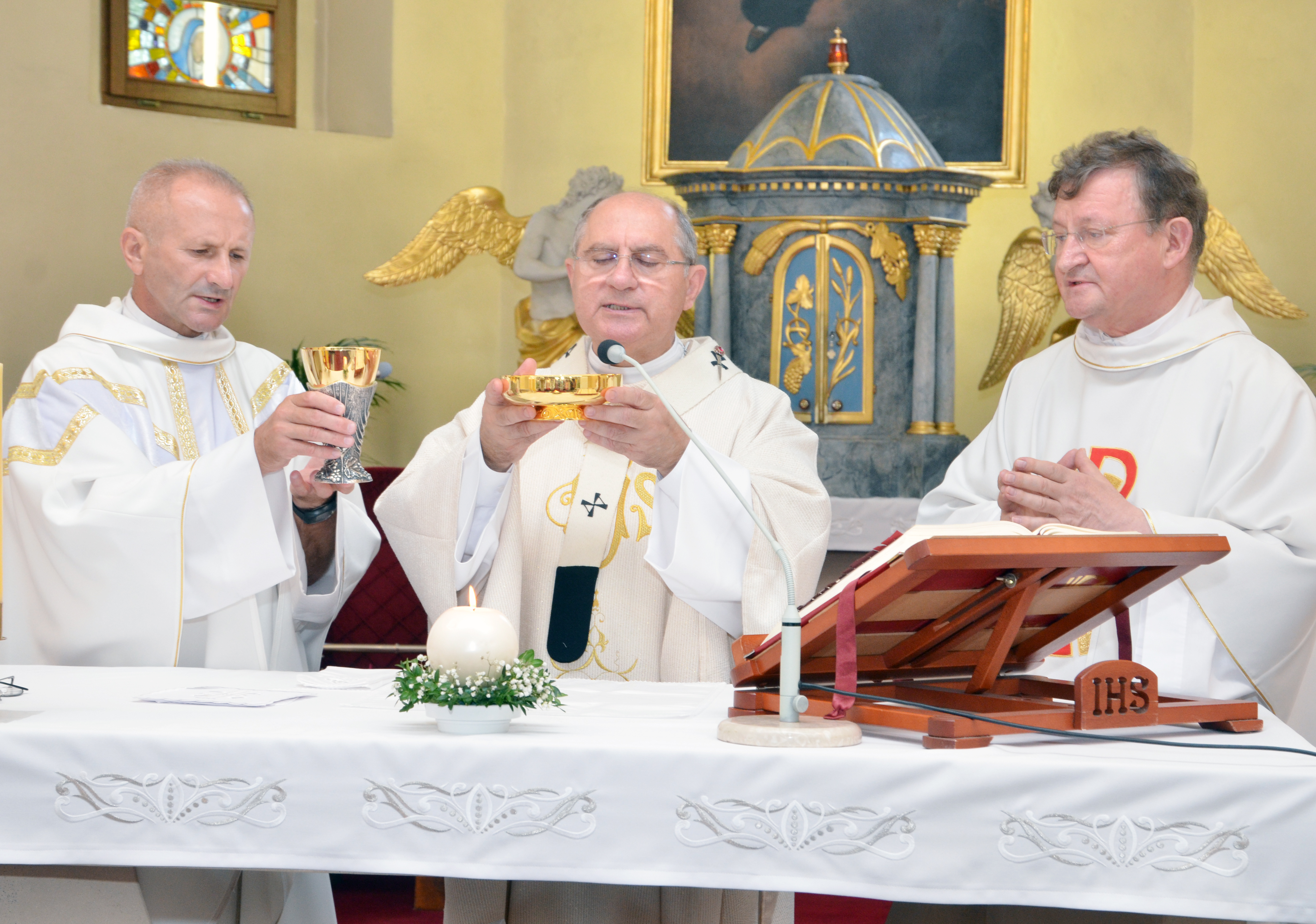
Zleva – J. Ondovčák, košický arcibiskup B. Bober, kanovník J. Korem
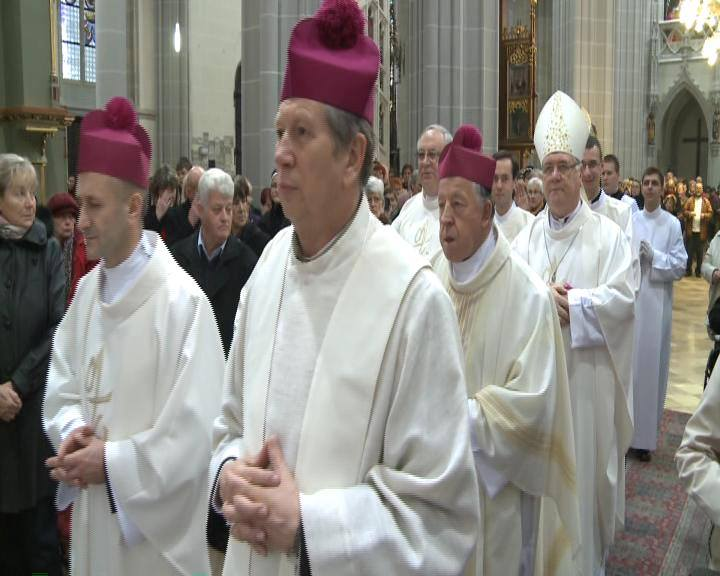
Kanovníci Košické kapituly. Vlevo J. Ondovčák
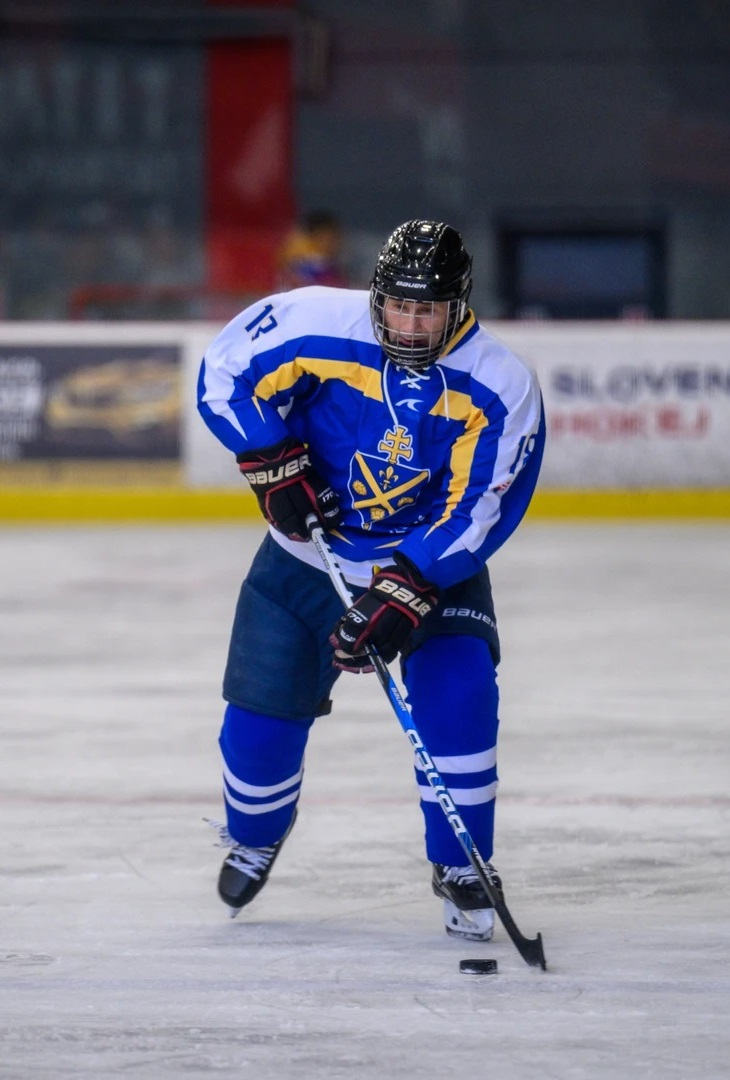
J. Ondovčák v dresu Arcidiecéze košické na hokejovém turnaji kněží v Ružomberku, 2024
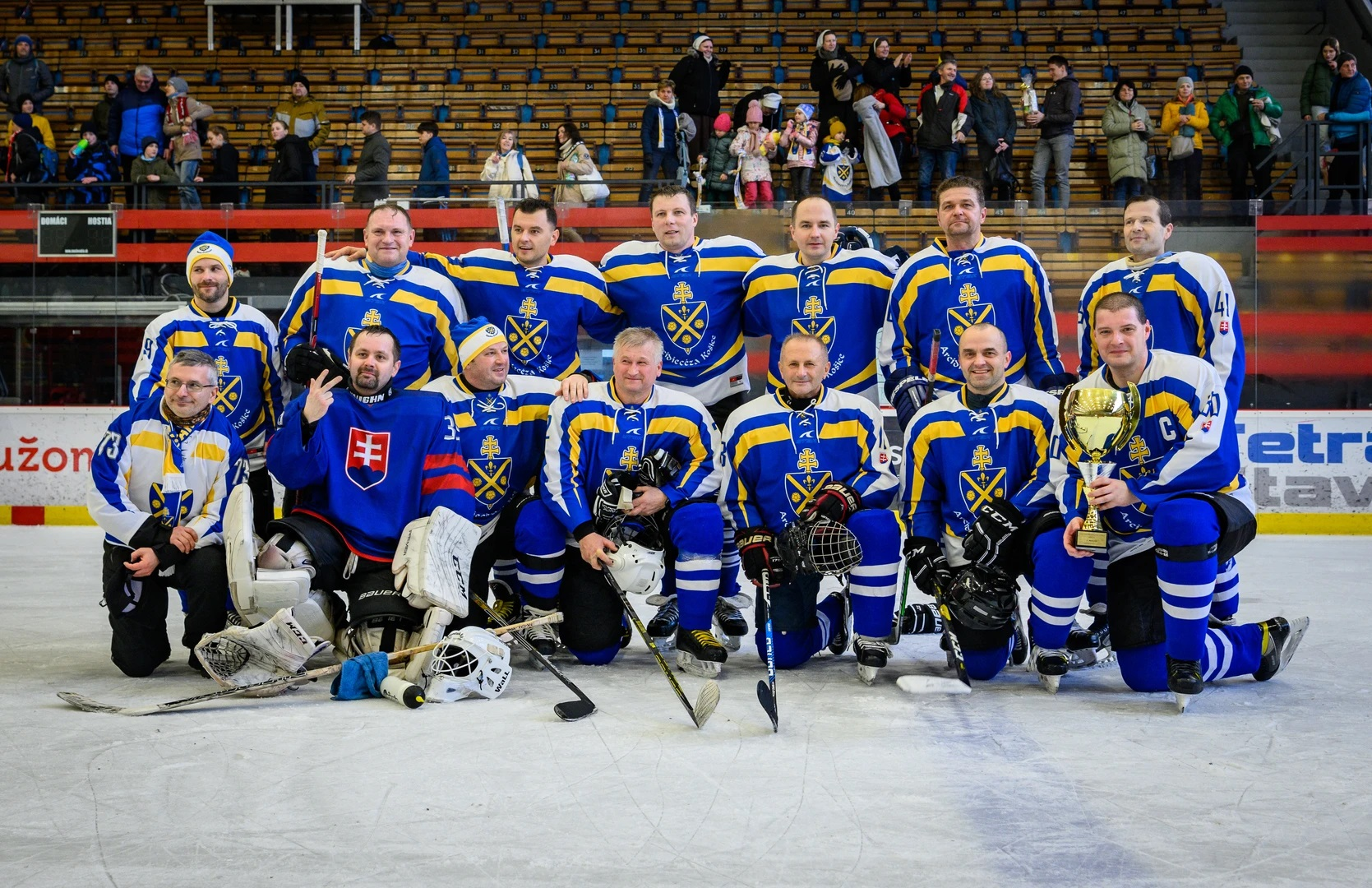
Hokejové mužstvo Arcidiecéze košické. J. Ondovčák dole třetí zprava.
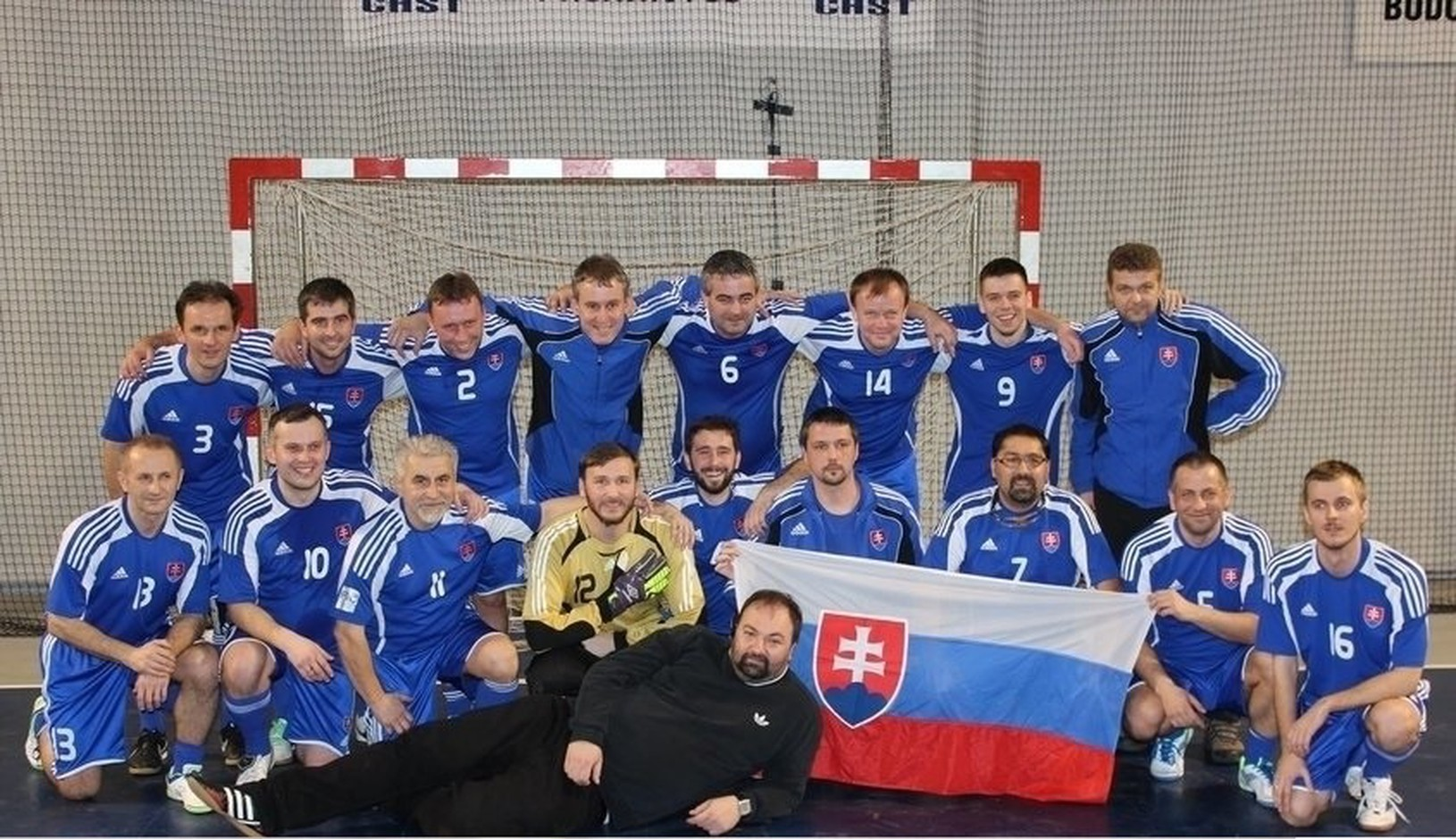
Mistrovství Evropy kněží ve futsalu v Michalovcích, 2016. J. Ondovčák dole první zleva.